# 川口宗恒
川口 宗恒（かわぐち むねつね）は、江戸時代の旗本。通称は源左衛門。官位は従五位下摂津守。父は川口宗次、母は朽木宣綱の娘。妻は菅谷範重の娘。妹に服部信成室。子に宗直、菅谷政房（範重の子の菅谷政照養子）。
寛永17年（1640年）2月13日、徳川家光に拝謁。慶安元年（1648年）8月3日に書院番となり、承応元年（1652年）12月27日に父の遺跡を継ぎ、300石を弟・宗長に分与し、1700石を領する。寛文3年（1663年）9月3日に徒頭、寛文11年（1671年）3月26日に目付となる。
延宝8年（1680年）3月25日、長崎奉行（25代）となり、下総国印旛郡で500石を加増される。オランダ商館の医師のエンゲルベルト・ケンペルと親交があり、彼の著した「江戸参府旅行日記」には、宗恒のことを温厚な人物であるが、職務には厳しいと書かれている。貞享2年（1685年）には年間貿易額を制限する御定高制度（定高貿易法）の制定に携わった。
貞享3年（1686年）7月10日、貿易統制に対する褒章として下総国印旛郡・相馬郡で500石を加増され、計2700石を領する。元禄3年（1690年）12月26日、従五位下摂津守に叙任し、元禄6年（1693年）12月1日江戸町奉行（北町）となる。元禄11年（1698年）12月1日に職を辞し、旗本寄合席に列した。なお、領地は下総国香取郡阿玉台村、須賀山村、印旛郡吉田村、松虫村、吉高村、青菅村であった。元禄12年（1699年）12月5日に致仕し、宝永元年（1704年）5月8日に75歳で死去。